# معايير ماكدونالد
معايير ماكدونالد هي معايير تشخيصية لمرض التصلب المتعدد (MS). تمت تسمية هذه المعايير على اسم طبيب الأعصاب W.ماكدونالد. عمل مع الجمعية الوطنية الأمريكية لمرضى التصلب المتعدد. تهدف هذه المعايير الجديدة إلى استبدال معايير بوزر ومعايير شوماخر الأقدم. خضعت لمراجعات في 2005، 2010 و 2017.
حافظت هذه المعايير على الشروط التي فرضها بوزر لإثبات توزع الآفات زمانياً ومكانياً. لكنها لا تشجع على استخدام المصطلحات التي استخدامها بوزر (مؤكد سريرياً) و (احتمال الإصابة)، واقترحت إما وجود إصابة أو«عدم وجودها».
حافظت معايير ماكدونالد على خطة تشخيص مرض التصلب المتعدد بناءً على أسس سريرية فقط ولكنها اقترحت أيضًا لأول مرة أنه في حالة نقص الأدلة السريرية، يمكن لنتائج التصوير بالرنين المغناطيسي (MRI) أن تكون بديل بإثبات التوزع المكاني (DIS) و / أو الزماني (DIT) لتشخيص مرض التصلب المتعدد. تحاول المعايير إثبات وجود آفات مزيلة للميلانين، بالصورة أو بتأثيراتها، ما يدل على أنها حدثت في مناطق مختلفة من الجهاز العصبي (DIS) وأنها تتراكم بمرور الوقت (DIT). تسهل معايير ماكدونالد تشخيص مرض التصلب المتعدد لدى المرضى الذين يعانون من أول هجمة مزيلة للميلانين وتزيد بشكل كبير من الحساسية لتشخيص التصلب المتعدد دون التاثير على النوعية.
تم مراجعة معايير ماكدونالد أول مرة عام 2005 لتوضيح ماذا تعني بكلمة هجمة ومنتشر وإيجابي صورة الرنين وغيرها من المصطلحات المذكورة. ثم تم إعادة مراجعتها عام 2017.
معايير ماكدونالد هي المعايير لتعريف الإصابة السريرية لمرض التصلب المتعدد وتعتبر المراجعة التي تمت في عام 2010 بمثابة المعيار الذهبي لتشخيص مرض التصلب المتعدد.[بحاجة لمصدر]

## معايير التشخيص
| العرض السريري                                                                             | البيانات الإضافية المطلوبة |
| ----------------------------------------------------------------------------------------- | --- |
| *هجمتان أو أكثر *آفتان سريريتان أو أكثر                                                   | لا يوجد؛ الأدلة السريرية كافية (يُفضل وجود دليل إضافي ولكن يجب أن يكون في سياق مرض التصلب المتعدد) |
| * هجمتان أو أكثر * آفة سريرية واحدة                                                       | منتشرة مكانياً مؤكدة إما ب: * بالتصوير الرنين المغناطيسي * أو هجمة سريرية أخرى في موقع مختلف |
| * هجمة واحد *2أو أكثر من الآفات السريرية                                                  | منتشرة زمانياً، مؤكدة إما: * بالتصوير الرنين المغناطيسي * أو هجمة سريرية ثانية * أو شرائط قليلة النسيلة تظهر ببزلـ CSF |
| * هجمة واحدة * آفة سريرية واحدة (تتظاهر بعرض واحد)                                        | منتشرة مكانياً مؤكدة إما ب: *التصوير المغناطيسي *أو هجمة أخرى تصيب موقع آخر في الجهاز العصبي المركزي و منتشرة زمانياً مؤكدة إما ب: *التصوير المغناطيسي *أو هجمة سريرية ثانية *أو شرائط قليلة النسيلة تظهر ببزل ال CSF                                      |
| التدهور العصبي المترقي الذي يقترح الإصابة بالتصلب المتعدد (التصلب المتعدد المترقي البدئي) | سنة واحدة من ترقي المرض (بأثر رجعي أو تقدمي) واثنان مما يلي: أ.صورة رنين إيجابية (9آفات أو أربعة أو أكثر تظهر بالزمن الثاني مع إيجابية كمونات تخطيط العصب البصري VEP) ب. اإيجابية صورة رنين النخاع الشوكي (آفاتين بؤريتين في الزمن الثاني) ج. CSF إيجابي |

لم يعد يُشجع استخدام المصطلحات السابقة مثل (المؤكد سريرياً) و (احتمال الإصابة)، واقترح استعمال (إصابة) و (لا يوجد إصابة) و (احتمال الإصابة)، وتختلف هذه المصطلحات مع تجديد المعايير. حيث أضيف في مراجعة المصطلح احتمال الإصابة للأشخاص الذين يمتلكون آفة نموذجية معزولة ولا يطابقون المعايير الأخرى.

## النقد
يعتبر التشريح المرضي المعيار الذهبي للتمييز بين الأشكال المختلفة من الالتهابات التي تزيل الميلانين. لذا تعتبر معايير ماكدونالد منخفضة النوعية كونها لاتركز على طبيعة الآفات الالتهابية وإنما فقط على انتشارها. ومن أجل التقليل من الإيجابية الكاذبة، اتفق ماكدونالد وباقي الأطباء على عدم تطبيق هذه المعايير إلا بعد نفي الأمراض الأخرى المشابهة. نقد آخر لمعايير ماكدونالد هو استخدامه لمصطلح (آفة نموذجية للإصابة بالتصلب المتعدد) بدون توضيح معنى الآفة النموذجية. لذا في المراجعات التي تمت في 2013 لهذه المعايير حددت ما يلي: وجود خلايا مميزة شكلياً تظهر بصبغة الهيماتوكسيلين، أماكن مزالة الميلانين تظهر بLuxol fast blue، ظهور البلاعم بواسطة KiM1P أو CD68، المحاور العصبية المتضررة التي تظهر بصبغة بيلشوفسكي، اعتلال الخلايا النجمية تظهر من خلال البروتين الحامضي الليفي الدبقي، وأنواع فرعية أخرى من الخلايا اللمفاوية تتفاعل مع CD3 و CD4 وكتلة التمايز 8 وCD138وCD20
حساسية معايير ماكدونالد منخفضة تبع لتعريف التصلب المتعدد وفق علم الأمراض لأن حوالي 25% من الحالات هي حالات تصلب متعدد صامتة سريرياً.
أظهرت معايير ماكدونالد حساسية ونوعية منخفضة عند الشعوب الآسيوية. أظهرت معايير ماكدونالد نوعية وحساسية جيدة في التنبوء عن تحول الآفات المعزولة سريرياً غلى آفات مؤكدة في مجموعات عشوائية.

### المقارنة بين مراجعات معايير ماكدونالد المختلفة
لا يوجد الكثير من المعلومات المقارنة بين نوعية وحساسية المراجعات المختلفة لمعايير ماكدونالد. بعض التقارير قارنت مع معايير بوزر.
يبدو أن نسخة 2017 امتلكت الحساسية الأعلى ولكن النوعية الأقل مقارنة بمعايير 2010 ومعايير بوزر.

## معايير التشخيص المنقحة (2010)
في عام 2010 اجتمع الفريق الدولي لتشخيص التصلب المتعدد للمرة الثالثة لمناقشة ومراجعة معايير ماكدونالد. والهدف من هذه المراجعات هي تبسيط المفاهيم 0انتشار الآفات زمانياً ومكانياً على الصورة الشعاعية، لمناقشة الانتقادات التي مفاداها عدم دقة هذه المعايير على الشعب الآسيوي.
إحدى الدراسات تقترح ممعايير تسمح بتشخيص اسرع ولكن بدقة أقل.
| العرض السريري                                                                             | البيانات الإضافية المطلوبة |
| ----------------------------------------------------------------------------------------- | --- |
| * هجمتان أو أكثر (انتكاسات) *آفاتان سريريتان أو أكثر                                      | لا يوجد؛ الأدلة السريرية كافية (يُفضل وجود دليل إضافي ولكن يجب أن يكون متسقًا مع مرض التصلب المتعدد) |
| * هجمتان أو أكثر *آفة سريرية واحدة                                                        | منتشرة مكانياً مؤكدة ب: * التصوير بالرنين المغناطيسي * أو هجمة سريرية أخرى تشمل موقعًا مختلفًا. معايير جديدة: منتشرة مكانياً (DIS) من خلال وجود 1 أو أكثر من آفات على صورة الزمن الثاني في ما لا يقل عن 2 من 4 من المناطق التالية من الجهاز العصبي المركزي: حول البطين، أو مجاور للقشرة المخية، أو تحت الخيمة، أو النخاع الشوكي. |
| * هجمة واحدة *آفتان سريريتان أو أكثر                                                      | منتشرة زمانياً، مؤكدة ب: * التصوير بالرنين المغناطيسي * أو هجمة سريرية ثانية معايير جديدة: لم تعد هناك حاجة لإجراء التصوير بالرنين المغناطيسي بشكل منفصل؛ منتشرة زمانياً، وتتضح من خلال: الوجود المتزامن لتعزيز الجادولينيوم بدون أعراض والآفات الغير معززة في أي وقت؛ أو آفة (آفات) جديدة تظهر على الزمن الثاني و / أو معززة للجادولينيوم عند متابعة التصوير بالرنين المغناطيسي، بغض النظر عن توقيتها؛ أو انتظار هجوم سريري ثان. [يسمح هذا بتشخيص أسرع دون التضحية بالنوعية، مع تحسين الحساسية. ] |
| * هجمة واحدة *آفة سريرية واحدة (متلازمة معزولة سريرياً)                                    | معايير جديدة: الانتشار في المكان والزمان، ويظهر ذلك من خلال: بالنسبة لـلانتشار المكاني: آفة واحدة أو أكثر على الزمن الثاني في ما لا يقل عن 2 من 4 مناطق نموذجية من MS في الجهاز العصبي المركزي (حول البطين، أو المجاورة للقشر، أو تحت الخيمة، أو النخاع الشوكي)؛ أو انتظار هجمة سريرية ثانية يصاب فيها موقع مختلف في الجهاز العصبي المركزي؛ الانتشار الزماني: الوجود المتزامن للآفات المعززة للجادولينيوم والتي لا تتسبب في حدوث أعراض في أي وقت؛ أو آفة (آفات) T2 و / أو جديدة معززة للجادولينيوم عند متابعة التصوير بالرنين المغناطيسي، بغض النظر عن توقيتها بالإشارة إلى الفحص الأساسي؛ أو انتظار هجمة سريرية ثانية. |
| التدهور العصبي المترقي التي تقترح الإصابة بالتصلب المتعدد (التصلب المتعدد المترقي البدئي) | معايير جديدة: عام واحد من المرض المترقي (يتم تحديده بأثر رجعي أو تقدمي) و اثنان أو ثلاثة مما يلي: 1- دليل على الانتشار المكاني في الدماغ استنادًا إلى 1 أو أكثر من آفات T2 في المناطق المميزة لمرض التصلب المتعدد (حول البطين، أو المجاور للقشر، أو تحت الخيمة). 2-دليل على الانتشار المكاني في النخاع الشوكي بناءً على 2 أو أكثر من آفات T2 في النخاع الشوكي. CSF-3 إيجابي (شرائط قليلة النسيلة و / أو مؤشر IgG المرتفع). |